# Canon EOS 400D
Canon EOS 400D — цифровий дзеркальний фотоапарат початкового рівня серії EOS компанії Canon. Орієнтований на непрофесійних фотографів. Позиціюється виробником як розвиток популярної бюджетної камери Canon EOS 350D. Наступна модель цього рівня — Canon EOS 450D.
В Північній Америці фотоапарат продається під назвою Digital Rebel XTi, в Японії — EOS Kiss X.

## Опис
Canon EOS 400D - цифрова однооб'єктивна дзеркальна фотокамера з світлочутливою КМОН-матрицею (CMOS) з роздільчою здатністю 10 млн пікселів розміром 22,2×14.8 мм (APS-C, для об’єктивів серії EF множник 1,6).
Виробництво 400D почалось в середині 2006 року. Модель знята з виробництва в квітні-травні 2008 року. Її місце на ринку зайняла модель Canon EOS 450D, яка отримала ряд удосконалень і додаткових можливостей.

## Відмінності від попередника
Майже через 3 роки після того, як Canon змінив ринок цифрових SLR завдяки моделі EOS 300D вартістю лише 1000 доларів, вийшло третє оновлення цієї моделі, а саме EOS 400D (Digital Rebel XTi). За дизайном нова фотокамера нагадує модель EOS 350D, вона така сама компактна і важить відносно небагато.
Основні відмінності від попередньої моделі 350D: збільшення роздільності з 8 до 10 мегапікселів, дев'ятиточкова система автофокусування (як у фотокамері EOS 30D), нова система захисту від пилу, що включає антистатичне покриття, фільтр нижніх частот для усунення шумів зображення, комп'ютерну програму пиловидалення. ЖК монітор збільшено з 1,8 до 2,5 дюймів, під видошукачем додано безконтактний датчик для вимикання екрану при піднесенні камери до обличчя.
Повний перелік відмінностей від EOS 350D/Digital Rebel XT
- Десятимегапіксельний сенсор із поліпшеним розташуванням мікролінз, знижений рівень шумів
- Внутрішня система очищення
  - Антистатичне покриття поверхні датчиків
  - Окремий фільтр нижніх частот із надзвуковим коливанням
  - Комп'ютерна програма пиловидалення
- дев'ятиточковий датчик автофокусування (такий самий як у моделі EOS 30D) із підтримкою F/2.8
- Тривалість зйомки зі спалахом — до 27 кадрів в форматі JPEG і десяти — в форматі RAW
- Великий і яскравий 2.5 дюймовий ЖК монітор з 160° зору (при повороті камери горизонтально чи вертикально)
- Інформація про налаштування камери відображається на основному екрані (раніше на допоміжному екрані поруч  основним)
- Безконтактний датчик під видошукачем, щоби вимикати ЖК екран при використанні видошукача
- Новий видошукач, у якому відображаються 9 точок автофокусування
- Вибір стилю зображення, великий діапазон налаштувань зображення (як і у EOS 30D)
- Поліпшений користувацький інтерфейс
- Можливість збільшення зображення в режимі перегляду
- Діаграма яскравості, вибір колірного простору
- Три варіанти налаштування  шумоподавлення при тривалій експозиції (додана опція автоналаштування)
- Додаткові функції користувача (збільшення записаного зображення, зображення на екрані при вимкненні)
- Місткість карти пам'яті — до 9999 зображень у одному каталозі
- Автозбереження змін налаштування (раніше потрібно було натискати кнопку SET)
- Прямий друк без використання комп'ютера